# Dějiny Prahy 1980–1990

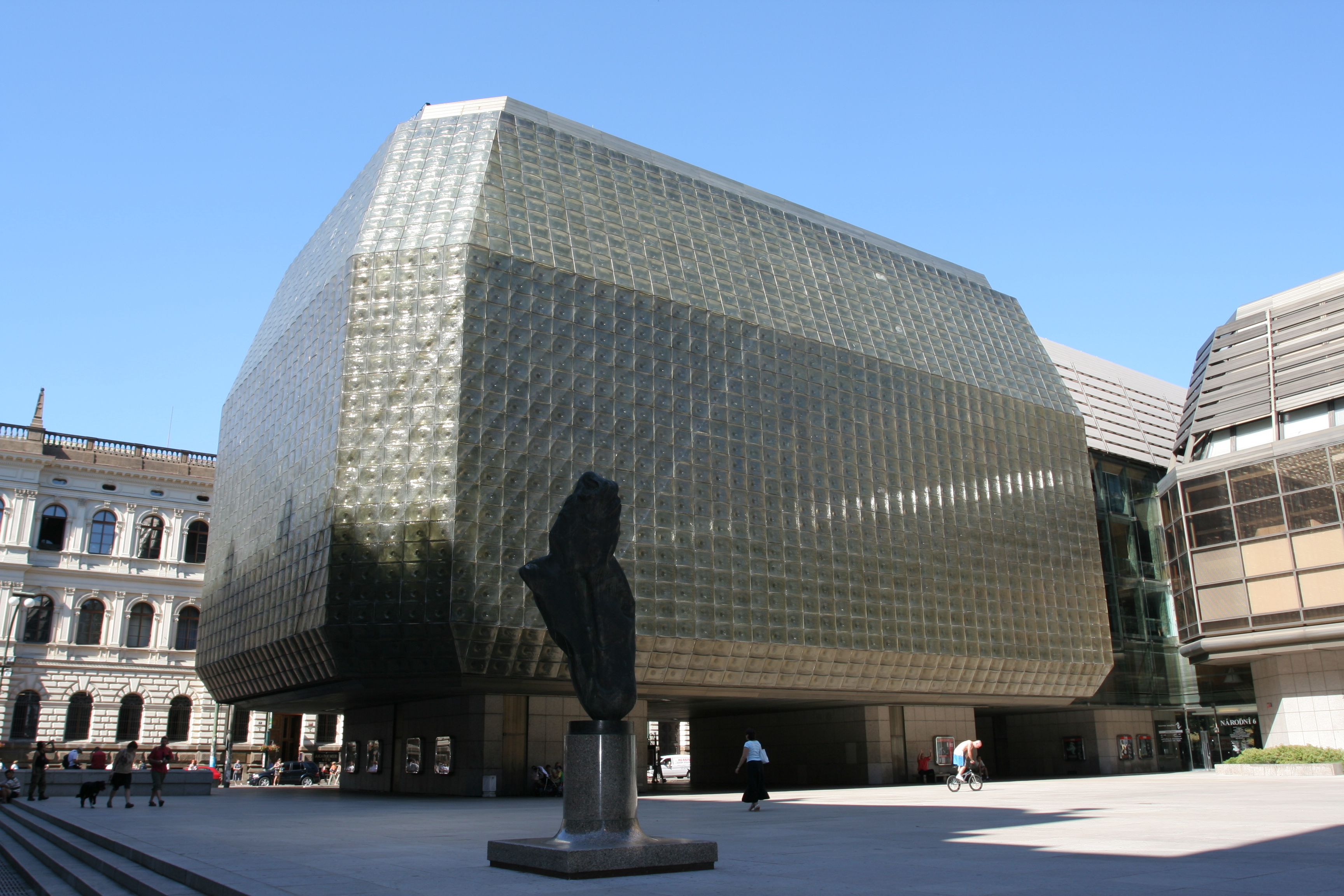
Historickou budovu Národního divadla doplnila na začátku 80. let brutalistická Nová scéna

Dějiny Prahy 80. let 20. století byly o významných změnách jak ve společnosti, tak i v dopravě, průmyslu či kultuře. Od socialistické metropole oslavující masovými akcemi marxismus-leninismus se Praha změnila v centrum odboje proti komunistické moci a postupně se začala transformovat v hlavní město demokratického státu.
Začátek 80. let byl ve znamení postupného úpadku socialistického státu, přestože oficiální údaje většinou poukazovaly na opak. Docházelo opět k mnohým přestavbám a změnám, hlavně v centru města. Na počátku 80. let bylo rekonstruováno Národní divadlo (znovuotevřeno roku 1983), v rámci rozsáhlých prací byl kromě modernizace historické budovy jeho areál rozšířen o tzv. Novou scénu; soubor několika divadelních budov, které vznikly v brutalistickém stylu na místě původně kláštera. Mezi další budovy z 80. let, jejichž význam v metropoli není zanedbatelný, patří například i Kongresové centrum Praha a další výškové objekty na pankrácké pláni (Motokov, Československý rozhlas). V této době se začalo také s výstavbou Žižkovského vysílače, ta se však prodloužila ještě do počátku let devadesátých.
Další rozsáhlou změnou byla rekonstrukce Václavského náměstí, (původně její první etapa), při které byl vybudován středový pás zeleně (hanlivě dnes označovaný jako Štrougalovy sady). O další tři roky později následovala pěší zóna Na Můstku a Na příkopě, jež měla být ukázkou toho, jak dokáže socialistický režim pečovat o centra svých měst. Jednalo se však stále jen o několik ulic; stav velké části historické zástavby se stále zhoršoval a spíše než k opravám budov docházelo k zajišťování jejich stavu tak, aby ještě více nechátraly. Velkolepé plány do budoucna počítaly s přestavbou stárnoucích čtvrtí na sídliště (Žižkov, část Holešovic), jejichž výstavba by se konala někdy v období XI. či XII. pětiletky (tedy na začátku 21. století). Mezi další témata patřilo rozšiřování metra (výhledově budování nových výstupů z existujících stanic a nových linek), přestavba železničního uzlu (zrušení tehdejšího nádraží Střed a nádraží Praha Bubny), reorganizace přívodů vody a elektřiny (naplánování nového jaderného zdroje a rozvodů vysokého napětí, dále další vodovod z Káraného) do metropole, výstavba nových přístavů (například v Radotíně měl být zřízen přístav zcela nový a další pak měly projít modernizací).
Jednou z velkých akcí byla VII. celostátní spartakiáda, které se zúčastnilo kolem jednoho milionu lidí. Konala se na Strahovském stadioně, přítomen zde byl i tehdejší předseda mezinárodního olympijského výboru Juan Antonio Samaranch. Jednalo se o největší akci svého typu v dějinách spartakiád a také i poslední; přestože spartakiáda v roce 1990 byla naplánována, vzhledem ke změně společenských poměrů se již nekonala.
Na konci 80. let se otevíraly opět nové úseky metra, tentokrát již ale v okrajových částech města. V centru mezitím probíhaly další úpravy; roku 1987 se například přestavělo Staroměstské náměstí do současné podoby (pěší zóna). Konala se i soutěž na dostavbu Staroměstské radnice, ta však skončila bez jasného finálního návrhu. V tomto roce město navštívil i Michail Sergejevič Gorbačov, tehdejší generální tajemník KSSS a hlava státu. Návštěva se však nestala takovou událostí, jak bylo původně očekáváno.

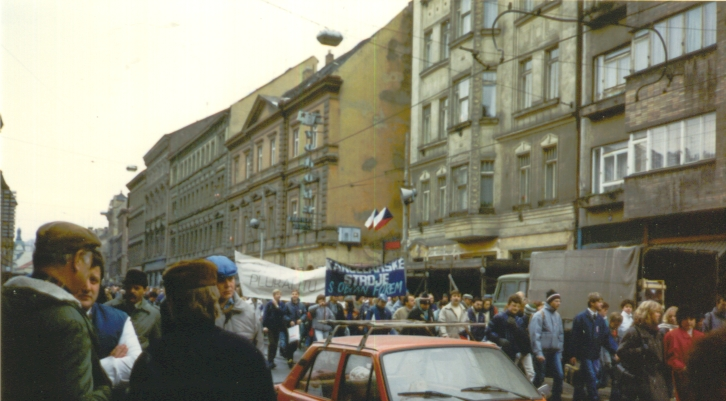
Protestní průvod v listopadu 1989

V srpnu a v říjnu roku 1988 se začaly konat první demonstrace proti vládnoucí moci. Na Den lidských práv 10. prosince je oficiálně připuštěn první protest opozičních sil, tehdy na Škroupově náměstí. To však k uklidnění situace nepřispělo, naopak protestů začalo přibývat. V lednu 1989 během tzv. Palachova týdne proběhlo demonstrací hned několik, proti protestujícím zasáhla tehdejší Veřejná bezpečnost. Další demonstrace se odehrály na výročí okupace vojsky Varšavské smlouvy 21. srpna a ještě 28. října. Protestující se shromažďovali hlavně na Václavském náměstí. V říjnu téhož roku také do města přišli stovky emigrantů z NDR, žádající azyl v Západním Německu, jejich odvoz zajistily speciální spoje ČSD.
V listopadu a prosinci demonstrace protikomunistické opozice dosáhly vrcholu; impulzem se stal 17. listopad, kdy byl protestní pochod opozice (převážně studentů) na Národní třídě rozehnán silou jednotkami Veřejné bezpečnosti; událost se dostala do médií pouze v západních zemích a v samotné ČSSR nebyla zveřejněna celá. Spekulovalo se i o smrti jednoho studenta. Následných protestních shromáždění se účastnily statisíce lidí, do čela se dostali Václav Havel a Alexander Dubček. Začala sametová revoluce.